# Powiat Aschersleben-Staßfurt
Powiat Aschersleben-Staßfurt (niem. Landkreis Aschersleben-Staßfurt) - był do 1 lipca 2007 powiatem w niemieckim kraju związkowym Saksonia-Anhalt. Obecnie większość obszaru dawnego powiatu wchodzi w skład powiatu Salzland, miasto Falkenstein/Harz znalazło się jednak w powiecie Harz.
Stolicą powiatu Aschersleben-Staßfurt było Aschersleben.

## Miasta i gminy
| Miasta 1. Falkenstein/Harz, miasto (6.187) |

Wspólnoty administracyjne
| * - sziedziba | | |
| - 1. Wspólnota administracyjna Aschersleben/Land 1. Aschersleben, miasto * (25.791) 2. Drohndorf (519) 3. Freckleben (723) 4. Groß Schierstedt (630) 5. Mehringen (1.105) 6. Schackenthal (335) 7. Westdorf (918) | - 2. Wspólnota administracyjna Egelner Mulde 1. Borne (1.363) 2. Egeln, miasto * (3.939) 3. Etgersleben (798) 4. Hakeborn (805) 5. Tarthun (814) 6. Unseburg (1.274) 7. Westeregeln (2.063) 8. Wolmirsleben (1.522) - 3. Wspólnota administracyjna Stadt Hecklingen 1. Giersleben (1.118) 2. Hecklingen, miasto * (7.947) | - 4. Wspólnota administracyjna Seeland 1. Friedrichsaue (200) 2. Frose (1.518) 3. Gatersleben (2.422) 4. Hoym, miasto (2.611) 5. Nachterstedt * (2.155) 6. Neu Königsaue (344) 7. Schadeleben (714) - 5. Wspólnota administracyjna Staßfurt 1. Amesdorf (812) 2. Neundorf (Anhalt) (2.245) 3. Staßfurt, miasto * (22.758) |